# Kalabalik på Tyrolen

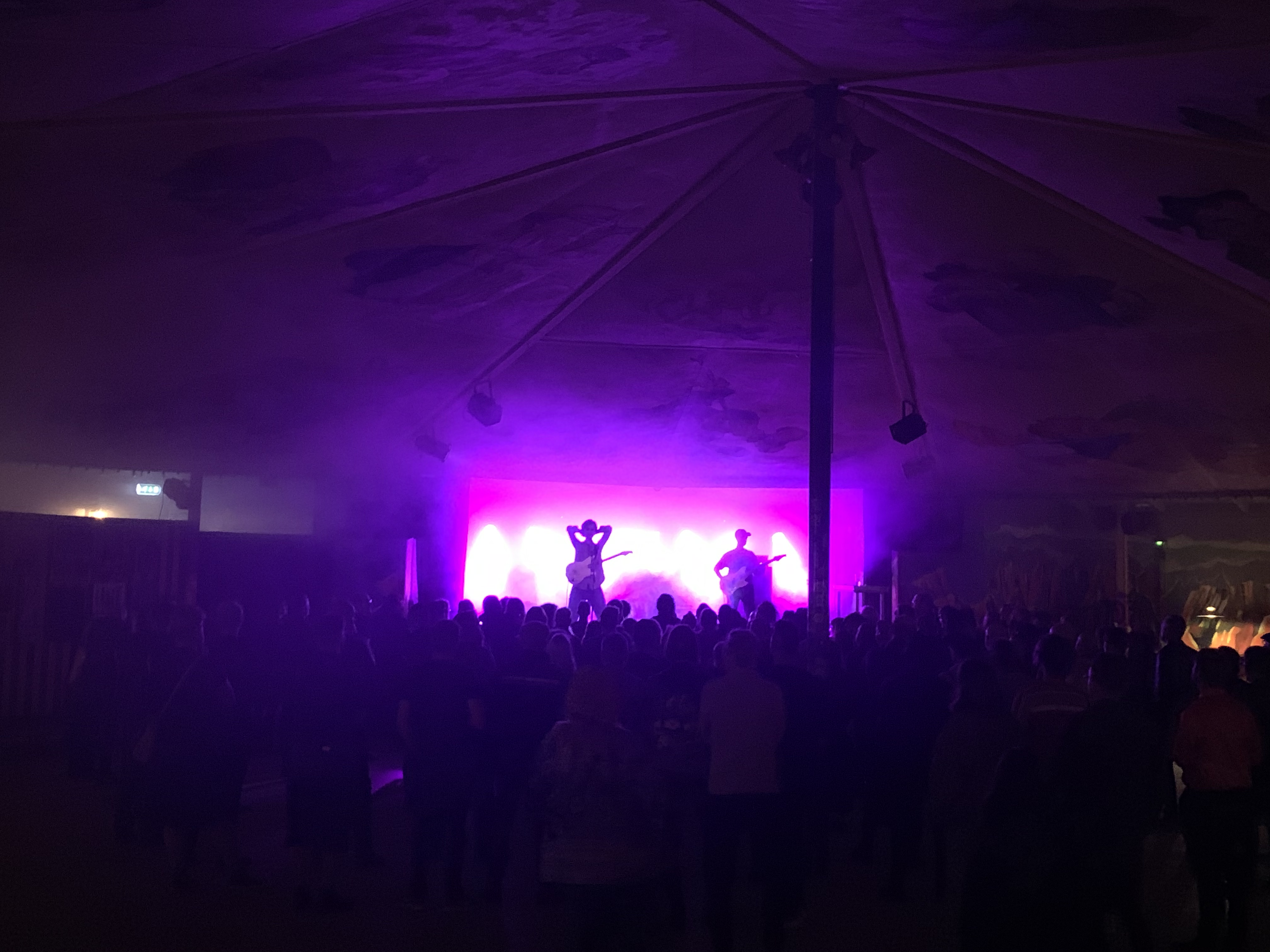
Ett liveframträdande på stora scenen under Kalabalik på Tyrolen 2019

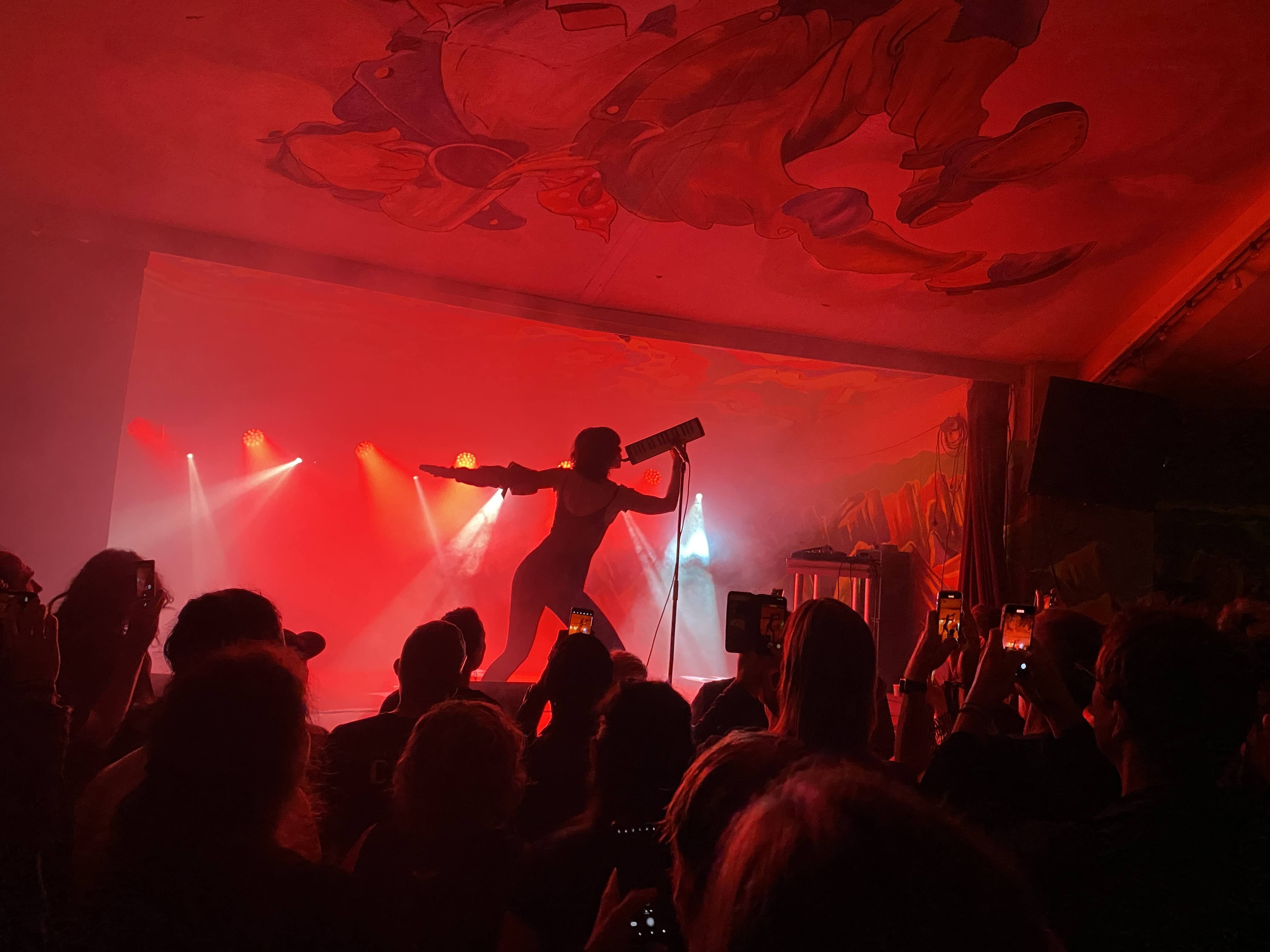
Riki spelar live på Kalabalik på Tyrolen 2022.

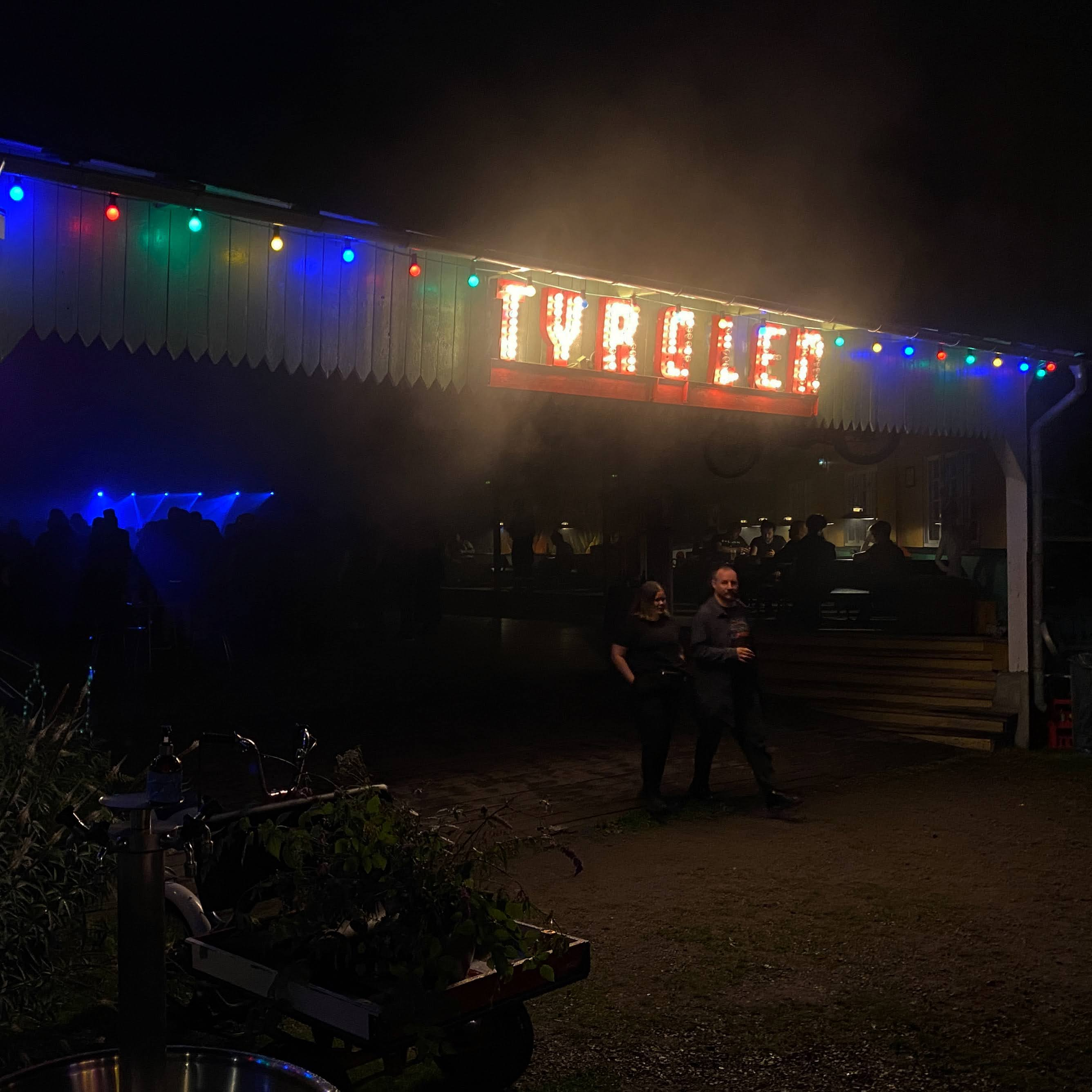
Tyrolen folkpark i Blädinge

Kalabalik på Tyrolen är en musikfestival som hålls i folkparken Tyrolen i Blädinge socken utanför Alvesta sedan år 2011. Festivalen fokuserar på mindre artister och band som gör elektronisk musik och postpunk. Med åren har festivalen blivit allt mer välbesökt och därmed inflytelserik inom sin genre i Sverige. 

## Historik
Festivalen arrangeras av Klubb Kalabalik sedan år 2011. Med ambition att förnya och diversifiera skapar man en småskalig festival. Förankrade i genrer som synth, postpunk och industri presenterar man ett samtida och unikt program med akter från världens alla hörn. Festivalen arrangeras via samarbete mellan Klubb Kalabalik och Tyrolens vänner.
2011 var festivalens premiärår. Några av artisterna som uppträdde detta år var EkoBrottsMyndigheten,  Jemek Jemowit och The Pain Machinery 
2012 spelade bland andra Henric de la Cour, Agent Side Grinder, Severe Illusion och Tobias Bernstrup
2013 spelade bland andra Absolute Body Control, Kontravoid, Schwefelgelb och Bonjour Tristesse
2014 spelade bland andra She Past Away, Keluar, Art Fact, Sally Dige och Rummelsnuff
2015 spelade bland andra Dernière Volonté, Motormännen, Mueran Humanos och Forces
2016 spelade bland andra Acción Diplomática, Automelodi, Luminance, Peine Perdue och Borusiade
2017 spelade bland andra Belgrado, Bestial Mouths, Buzz Kull, Hante och Kælan Mikla
2018 spelade bland andra Hatari, Gertrud Stein, Molchat Doma, Position Parallèle och Celldöd
2019 spelade bland andra Minuit Machine, Need for Speed, Bragolin, Distel, Stockhaussen och Volition Immanent
2020 ställdes festivalen in på grund av restriktioner för folksamlingar som införts under den pågående pandemin. 
2021 spelade bland andra Selofan, Abu Nein, Rue Oberkampf, Kælan Mikla, Alvar och MAG. 
2022 spelade bland andra Riki, Roya, Infecticide, Solo Ansamblis, Linea Aspera och Diesel Dudes.  
2023 spelade bland andra Modem, Torch, John Maus, Puerta Negra och Madmoizel.  

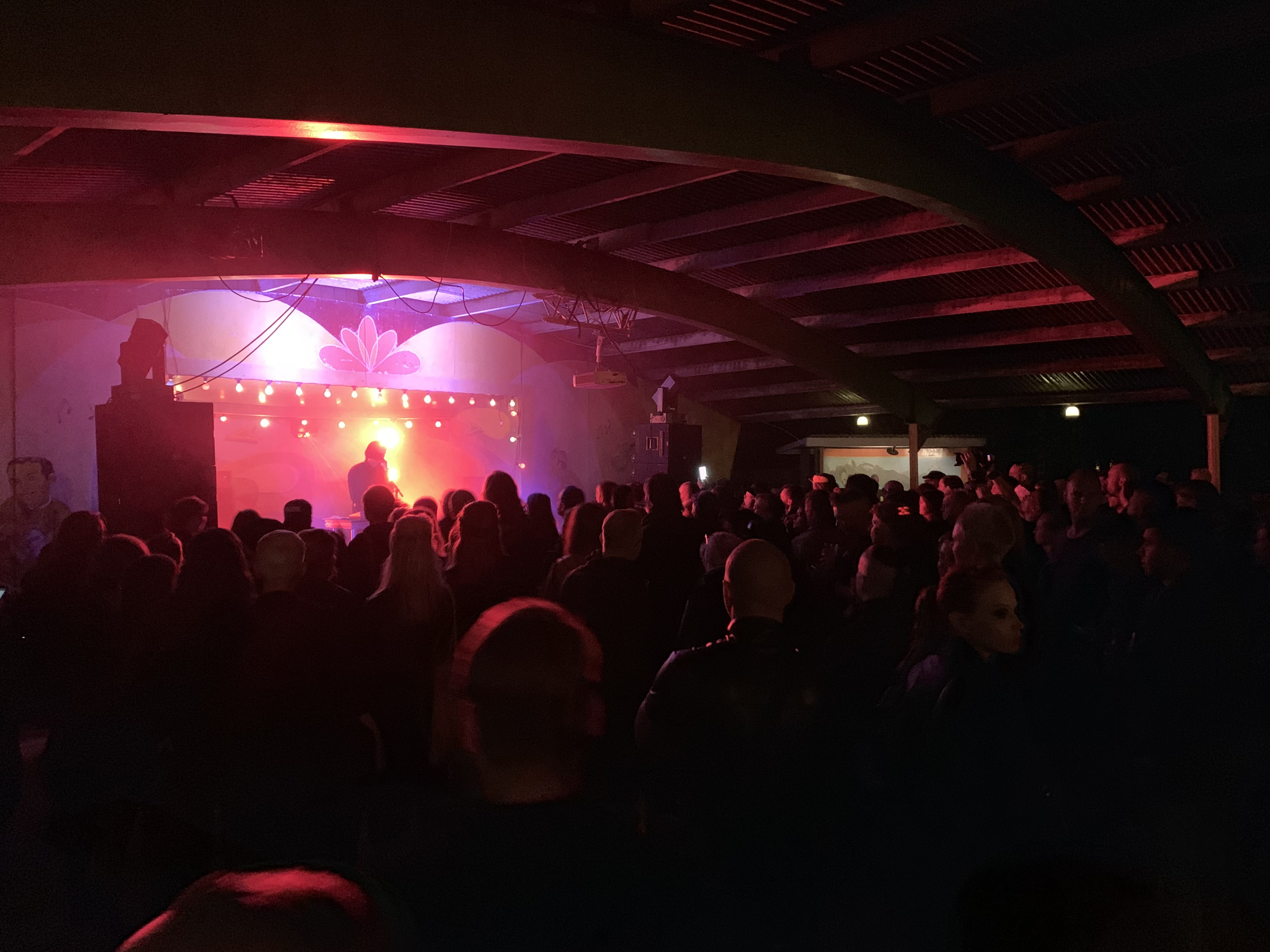
Livescenen på Kalbalik på Tyrolen 2019